# Kursor

Mrugający kursor tekstowy

Strzałka i ręka – kursory myszy

Kursor (łac. cursor „biegacz”) – ruchomy znacznik wyświetlany na wyświetlaczu, służący do wskazywania miejsca, w którym operator zamierza podjąć jakąś akcję. Zależnie od urządzenia i rodzaju wykonywanej pracy znacznik ten może przybierać różne kształty i kolory; w pewnych przypadkach może to być nawet krótka animacja. Kształt kursora informuje operatora o aktualnych możliwościach działania.
Podczas wprowadzania znaków z klawiatury kursor zwykle ma kształt poziomej kreski przesuwającej się pod znakami, lub pionowej kreski przesuwającej się między znakami na wyświetlaczu. Kreska może mieć różną grubość lub kolor w zależności od trybu pracy: wstawiania lub nadpisywania. Tego rodzaju kursor wskazuje dwa obszary: nad lub na lewo od kursora – tutaj pojawi się kolejny znak odpowiadający naciśniętemu klawiszowi – oraz na prawo od kursora, gdzie w przypadku naciśnięcia klawisza Delete znajdujący się tam znak zostanie usunięty. Po wpisaniu lub usunięciu znaku kursor automatycznie przesuwa się na najbliższą możliwą pozycję na wyświetlaczu. Kursor może być również przemieszczany przy pomocy klawiszy kierunkowych.
Kursor wykorzystywany do sterowania przemieszczany jest najczęściej za pomocą urządzenia wskazującego, na przykład myszy lub pióra świetlnego. Taki kursor jest zwykle ideogramem, niewielkim obrazkiem adekwatnym do wykonywanej czynności. Przy wskazywaniu najczęściej ma kształt strzałki, różdżki lub celownika. Jeden z punktów kursora, na przykład ostrze strzałki, zostaje wybrany jako wiodący (jest to tak zwany gorący punkt), co pozwala precyzyjnie wskazać na wyświetlaczu miejsce zamierzonej akcji operatora.